# Ein Wunder
Ein Wunder (Il Miracolo) ist eine italienisch-französische Mystery-Fernsehserie nach einer Idee von Niccolò Ammaniti. Die Co-Produktion von arte und Sky Italia handelt von dem Fund einer Madonnenstatue, die Blut weint und das Leben verschiedener Menschen verändert. Die Serie hatte ihre Premiere am 8. Mai 2018 bei Sky Italia, im deutschen Fernsehen startete sie am 3. Januar 2019 bei arte. Zuvor waren alle Folgen online in der Mediathek zu sehen.

## Handlung
Im Zuge einer Razzia bei Molocco, einem Boss der kalabrischen ’Ndrangheta wird in dessen Keller eine Madonnenstatue gefunden, die unaufhörlich Blut weint. Sie wird unter strengster Geheimhaltung in ein stillgelegtes Schwimmbad gebracht, um die Massen an Blut irgendwie auffangen zu können. Nur wenigen Menschen ist der Fund bekannt, unter anderem dem italienischen Ministerpräsidenten Fabrizio Pietromarchi, der mit seiner Frau Sole eine zerrüttete Ehe führt und mit einem bevorstehenden Referendum zum Italexit zu kämpfen hat, das er als Befürworter des Verbleibs in der EU zu verlieren droht. Pietromarchi ist Atheist, doch auch ihn zieht die Figur in ihren Bann. Der Sohn von Fabrizio ertrinkt fast bei einem von seiner Schwester verursachten Unfall im Swimmingpool ihrer Großmutter. Er erleidet starke Hirnblutungen. Im Krankenhaus kämpfen die Ärzte um das Leben des Jungen, jedoch vergeblich. Daran zerbricht die Ehe von Sole und Fabrizio, doch durch die landesweite Solidaritätswelle getragen, gewinnt Fabrizio dafür das Referendum.
Ein Team von Chemikern und Biologen kommt zu dem Ergebnis, dass es sich um menschliches Blut handelt. Doch alle rationalen und wissenschaftlichen Erklärungsversuche scheitern. Die Biochemikerin Sandra Roversi glaubt, mit einer Probe des Blutes ihre seit Jahren im Wachkoma liegende Mutter heilen zu können. Der an Spiel- und Sexsucht leidende Priester Marcello, ein Freund des Ministerpräsidenten, der vom Glauben abgefallen war, hat eine Vision und ist der Meinung, mit der Statue könne die Menschheit gerettet werden. Votta, der Geheimdienstchef, versucht vergeblich, Zugang zu Molocco zu bekommen, was in dessen Selbstmord gipfelt. Auf einer Reise nach Kalabrien, dem Fundort der Statue, versucht er Antworten zu bekommen.
In einem zeitlich früher liegenden Erzählstrang wird die Vorgeschichte erzählt. Die Tochter des Mafiosos Molocco kommt unter rätselhaften Umständen ums Leben. Verdächtigt wird Nicolino, der geistig zurückgebliebene Sohn von Moloccos Stiefbruder Salvo. Molocco verlangt von Salvo den Tod Nicolinos, was Salvo aber nicht übers Herz bringt. Stattdessen versucht Salvo, sich selbst umzubringen, was er aber auch nicht schafft. In dieser familiären Krise finden Nicolino und sein Vater die blutende Madonna, die sie zu Molocco bringen.

## Besetzung und Synchronisation
Die deutsche Synchronisation entsteht bei der Crista Kistner Synchronproduktion nach einem Dialogbuch und unter der Dialogregie von Masen Abou-Dakn.
| Schauspieler        | Rolle                 | Synchronsprecher    |
| ------------------- | --------------------- | ------------------- |
| Guido Caprino       | Fabrizio Pietromarchi | Torben Liebrecht    |
| Elena Lietti        | Sole Pietromarchi     | Britta Steffenhagen |
| Lorenza Indovina    | Clelia                | Cathlen Gawlich     |
| Sergio Albelli      | Giacomo Votta         | Tobias Lelle        |
| Pia Lanciotti       | Marisa                | Claudia Gáldy       |
| Alessio Praticò     | Salvo                 | Uve Teschner        |
| Carmelo Macrì       | Nicolino              | nicht dokumentiert  |
| Irena Goloubeva     | Olga                  | Jana Kozewa         |
| Edoardo Natoli      | Enzo                  | Jacob Weigert       |
| Denis Fasolo        | Antonio               | Florian Clyde       |
| Stefano Scandaletti | Guido                 | Steven Merting      |
| Alba Rohrwacher     | Sandra Roversi        | Marie Bierstedt     |
| Tommaso Ragno       | Pater Marcello        | Torsten Michaelis   |
| Sergio Valastro     | Molocco               | Milton Welsh        |
| Kerem Can           | Amin Tarek            | Steve Merting       |
| Jean-Marc Barr      | Serge                 | Viktor Neumann      |
| Monica Bellucci     | Madonna               | Christin Marquitan  |

## Episoden
| Nr. | Deutscher Titel                  | Originaltitel                  | Erstausstrahlung I | Deutschsprachige Erstausstrahlung (D) |
| --- | -------------------------------- | ------------------------------ | ------------------ | ------------------------------------- |
| 1   | Die Erhaltung der Masse          | La conservazione della materia | 8. Mai 2018        | 3. Jan. 2019                          |
| 2   | Ausgenommen Lazarus              | Lazzaro a parte                | 8. Mai 2018        | 10. Jan. 2019                         |
| 3   | Die oberste Pflicht der Lebenden | Il primo dovere dei vivi       | 15. Mai 2018       | 10. Jan. 2019                         |
| 4   | Die schwarze Substanz            | La sostanza nera               | 15. Mai 2018       | 17. Jan. 2019                         |
| 5   | Kleine Flamme                    | La fiamma pilota               | 22. Mai 2018       | 17. Jan. 2019                         |
| 6   | Die Prinzessin der Schwimmbecken | La principessa delle piscine   | 22. Mai 2018       | 17. Jan. 2019                         |
| 7   | Mea culpa                        | Mea culpa                      | 29. Mai 2018       | 24. Jan. 2019                         |
| 8   | Der Pflichtteil                  | La quota legittima             | 29. Mai 2018       | 24. Jan. 2019                         |

## Kritiken
Christian Buß zeigt sich bei Spiegel Online begeistert, hält die Serie für aufwühlend und hochmodern, und meint, „wie hier gesellschaftliche Schwingungen in bild-, plot- und figurenstarke Erzählungen mit allgemein gültigen Wahrheiten über Angst, Gier und Zerfall überführt werden, [sei] einmalig.“ Ursula Scheer lobt auf faz.net besonders die schauspielerischen Leistungen, spricht von sich verblüffend entwickelnden Charakteren und lobt die Musikauswahl der Serie, „die in Momenten größten Schreckens zur brutalsten, weil sanftesten Waffe greift: italienischem Schlager.“